# Para-Metoxianfetamina
para-Metoxianfetamina (PMA), também conhecida como 4-metoxianfetamina (4-MA), é uma droga sintética da classe das anfetaminas com efeitos serotoninérgicos. Diferentemente de outras substâncias dessa classe, a PMA não produz efeitos estimulantes, euforizantes ou entactogênicos, comportando-se mais como um antidepressivo, embora possua propriedades psicodélicas leves em dosagens mais elevadas.
A PMA tem sido encontrada em comprimidos vendidos como metilenodioxianfetamina (MDMA, ecstasy), embora seus efeitos sejam significativamente distintos daqueles provocados pelà metilenodioxianfetamina. Geralmente, PMA é sintetizada a partir do anetol, um composto aromatizante presente no anis e no funcho, devido à menor disponibilidade do safrol, a matéria-prima tradicionalmente utilizaada para a produção de MDMA, em consequência de restrições impostas pelas autoridades, o que levou aos produtores ilegais a adltarem o anetol como alternativa.

## Efeitos
De acordo com Alexander Shulgin, em seu livro PiHKAL, os efeitos da PMA em doses de 50 a 80 mg incluíram hipertensão e efeitos semelhantes aos da dietiltriptamina (DET): pós-imagens [en], parestesia leve e uma intoxicação comparável à do álcool, sem efeitos psicodélicos marcantes.
Em ensaios clínicoss, a PMA provocou excitação [en], outros efeitos centrais e efeitos simpaticomiméticos, mas nenhum efeito psicotomimético. Testes com animais sugerem que a PMA tenha efeitos psicodélicos parciais, mas não há consenso de que o efeito se estenda a humanos. A PMA substituiu apenas parcialmente o psicoestimulante anfetamina em testes de discriminação de drogas [en]. Não produziu efeitos semelhantes aos do MDMA em roedores, sugerindo ausência de propriedades entactogênicas.

## Efeitos colaterais
A PMA tem sido associada a inúmeras reações adversas, incluindo morte. Os efeitos da ingestão de PMA se relacionam ais produzidos por anfetaminas alucinógenas, como batimentos cardíacos acelerados (taquicardia) e irregulares, visão turva e uma forte sensação de intoxicação, muitas vezes desagradável. Em altas doses podem ocorrer outros efeitos negativos, como náuseas e vômitos, hipertermia grave e alucinações. Os efeitos da PMA também parecem ser muito mais imprevisíveis e variáveis entre indivíduos do que os do MDMA, e indivíduos sensíveis podem morrer devido a uma dose de PMA pela qual uma pessoa menos suscetível pode ser apenas levemente afetada.
Embora a PMA por si só possa causar toxicidade significativa, a combinação de PMA com MDMA tem um efeito sinérgico apontado como particularmente perigoso. Como a PMA tem um início de ação lento, ocorreram várias mortes quando as pessoas tomaram uma pílula contendo PMA, seguida de uma pílula contendo MDMA posteriormente, por pensarem que a primeira pílula não era ativa.

## Sobredosagem
A overdose de PMA pode causar uma emergência médica grave, mesmo com doses apenas ligeiramente superiores à faixa recreativa usual, e especialmente quando a PMA é combinada com outros estimulantes, como cocaína ou MDMA. Os sintomas característicos são hipertermia pronunciada, taquicardia e hipertensão, em conjunto com agitação, confusão e convulsões. A overdose de PMA também tende a provocar hipoglicemia e hipercalemia, o que pode ajudar a distingui-la de uma overdose de MDMA. Em alguns casos, podem surgir complicações mais sérias, como rabdomiólise e hemorragia intracerebral, exigindo cirurgia de emergência. Não há antídoto específico, de modo que o tratamento é sintomático, geralmente envolvendo resfriamento externo e também resfriamento interno por meio de infusão intravenosa de solução salina gelada (soro fisiológico). Inicialmente, osbenzodiazepínicos são usados para controlar as convulsões, e anticonvulsivantes mais potentes, como fenitoína ou tiopental, podem ser aplicados caso as convulsões persistam.  A pressão arterial pode ser reduzida com uma combinação de alfabloqueadores e betabloqueadores (ou um bloqueador misto alfa/beta) ou com outros medicamentos, como nifedipina ou nitroprussiato. Antagonistas de serotonina podem ser considerados caso necessário. Apesar da gravidade da condição, a maioria das pessoas sobrevivem se o tratamento for administrado a tempo. No entanto, pacientes com temperatura corporal superior a 40 °C no momento em que buscam atendimento tendem a apresentar um prognóstico desfavorável.

## Farmacologia

### Farmacodinâmica
| Composto | 5-HT      | NE        | DA        | Ref                                |
| --- | --------- | --------- | --------- | ---------------------------------- |
| d-Anfetamina | 698–1,765 | 6.6–7.2   | 5.8–24.8  | [ 21 ] [ 22 ]                      |
| d-Metanfetamina | 736–1,292 | 12.3–13.8 | 8.5–24.5  | [ 21 ] [ 23 ]                      |
| 2-Methoxyamphetamine | SD        | 473       | 1,478     | [ 24 ]                             |
| 3-Metoxianfetamina | SD        | 58.0      | 103       | [ 24 ]                             |
| para-Metoxianfetamina (PMA) | SD        | 166       | 867       | [ 24 ] [ 25 ]                      |
| PMMA | SD        | SD        | SD        | SD                                 |
| (S)-PMMA | 41        | 147       | 1,000     | [ 14 ] [ 26 ] [ 25 ]               |
| (R)-PMMA | 134       | >14,000   | 1,600     | [ 14 ] [ 26 ] [ 25 ]               |
| 4-Metilanfetamina (4-MA) | 53.4      | 22.2      | 44.1      | [ 27 ] [ 28 ] [ 24 ]               |
| 4-Metilmetanfetamina (4-MMA) | 67.4      | 66.9      | 41.3      | [ 29 ] [ 30 ]                      |
| para-Cloroanfetamina (PCA) | 28.3      | 23.5–26.2 | 42.2–68.5 | [ 28 ] [ 24 ] [ 31 ] [ 32 ]        |
| para-Clorometanfetamina (PCMA) | 29.9      | 36.5      | 54.7      | [ 31 ] [ 32 ]                      |
| Metedrona (4-MeO-MC) | 120–195   | 111       | 506–881   | [ 33 ] [ 34 ] [ 35 ] [ 36 ] [ 37 ] |
| Mefedrona (4-MMC) | 118.3–122 | 58–62.7   | 49.1–51   | [ 23 ] [ 22 ] [ 34 ] [ 36 ] [ 37 ] |
| Notas: Quanto menor o valor, mais fortemente a substância libera o neurotransmissor. Os bioensaios foram realizados em sinaptossomaS de cérebro de rato, e as potências em humanos podem ser diferentes. Refs: |           |           |           |                                    |

A PMA atua como um agente seletivo de liberação de serotonina (SSRA), com efeitos fracos sobre os transportadores de dopamina (DAT) e de noradrenalina (NET). Seus valores de concentração necessária para atingir 50% do efeito máximo (EC50) para indução de liberação de monoamina são 166 nM para dopamina e 867 nM para norepinefrina em sinaptossomas cerebrais de ratos, enquanto a serotonina não foi relatada.«Dopamine-releasing agents». Dopamine Transporters: Chemistry, Biology and Pharmacology. Hoboken [NJ]: Wiley. Julho de 2008. pp. 305–320. ISBN 978-0-470-11790-3. OCLC 181862653. OL 18589888W</ref> Foi descoberto que o medicamento aumenta fortemente os níveis de serotonina no cérebro e aumenta fracamente os níveis de dopamina no cérebro em roedores in vivo. Em relação ao MDMA, a PMA parece ser consideravelmente menos eficaz como liberador de serotonina, com propriedades mais semelhantes às de um inibidor da recaptação de serotonina em comparação.
A PMA também atua como um inibidor da monoamina oxidase (IMAO) potente, mais especificamente como um inibidor reversível da enzima monoamina oxidase A (MAO-A), sem efeitos significativos  sobre a monoamina oxidase B (MAO-B). O valor de concentração inibitória média (IC50) da PMA para a inibição da MAO-A foi reportado como variando entre 300 e 600 nM.
A PMA apresenta afinidades muito baixas para os receptores de serotonina 5-HT1A, 5-HT2A e 5-HT2C. Suas afinidades por esses receptores foram relatadas como sendo, respectivamente, >20.000 nM, 11.200 nM e >13.000 nM,. Por outro lado, em camundongos e rato, a PMA apresenta afinidades mais altas pelo receptor associado às aminas-traço do tipo 1 (TAAR1).
A para-Metoxianfetamina provoca hipertermia acentuada em roedores, e exerce efeitos leves sobre hiperatividade e neurotoxicidade serotoninérgica [en] e somente em doses elevadas, sendo substancialmente menor do que, por exemplo, o potencial de neurotoxicidade causada por MDMA.
Evidências limitadas sugerem que a PMA eleva a temperatura corporal de forma drástica; e suspeita-se que esse efeito esteja relacionado à capacidade desta droga em inibir a MAO-A, ao mesmo tempo em que promove a liberação de serotonina, o que aumenta o risco de desencadear uma síndrome serotoninérgica.

## História
A PMA entrou em circulação no início da década de 1970, quando passou a ser utilizada como droga substituta do LSD.
Na década de 1990, diversas mortes que inicialmente foram atribuídas ao uso de MDMA na Austrália, agora são consideradas como tendo sido provocadas por PMA. As pessoas não sabiam que estavam ingerindo PMA em vez de MDMA. Desde então, houve uma série de mortes induzidas por PMA em todo o mundo.